# Павлюк, Николай Пантелеймонович
Николай Пантелеймонович Павлюк (род. 14 января 1940, Чугуев, Харьковская область) — начальник Одесского морского торгового порта. Герой Украины (2000). Полный кавалер ордена «За заслуги». Почётный гражданин города Одесса (2000).

## Биография
Родился 14 января 1940 года в городе Чугуев Харьковской области в семье военнослужащего, в связи с этим проживал в Белоруссии, Литве, России, Таджикистане, Казахстане и Украине. Украинец.
В школу пошёл в городе Полоцк, а окончил — в городе Кривой Рог. В 1956 году поступил в Институт инженеров морского флота в городе Одесса и после его окончания получил специальность инженера-эксплуатационника водного транспорта.
В 1960—2002 годах работал в Одесском морском торговом порту. Прошёл путь от грузчика до начальника порта, должность которого занял в 1985 году.
Председатель совета Одесского морского торгового порта. Председатель одесского областного фонда мира. Член Транспортной академии Украины. С 2002 года — народный депутат Украины.

### Семья
- Отец — Пантелеймон Григорьевич (1914—1984);
- Мать — Дарина Трофимовна (1920—2011);
- Жена — Надежда Тимофеевна (род. 1944).

## Награды
- Герой Украины (с вручением ордена Державы; 14.01.2000) — за выдающиеся личные заслуги перед Украинским государством в развитии морского транспорта, весомый вклад в техническое переоснащение предприятия, повышения эффективности хозяйствования;
- Орден Трудового Красного Знамени (1973);
- Орден «За заслуги» 3-й (1998), 2-й (1999) и 1-й степени (2002);
- медаль «За доблестный труд» (1970);
- Почётный гражданин Одессы (2000).